# Reprezentacja Iranu U-17 w piłce nożnej mężczyzn
Reprezentacja Iranu U-17 w piłce nożnej mężczyzn – męska piłkarska reprezentacja Iranu do lat 17. Największymi sukcesami reprezentacji jest zdobycie złota na mistrzostwach Azji w 2008, roku oraz ćwierćfinał na mistrzostwach świata w 2017 roku.

## Mistrzostwa Świata
Na podstawie:
| Rok   | Runda                   | M                       | W                       | R                       | P                       | GZ                      | GS                      |
| ----- | ----------------------- | ----------------------- | ----------------------- | ----------------------- | ----------------------- | ----------------------- | ----------------------- |
| 1985  | Nie zakwalifikowała się | Nie zakwalifikowała się | Nie zakwalifikowała się | Nie zakwalifikowała się | Nie zakwalifikowała się | Nie zakwalifikowała się | Nie zakwalifikowała się |
| 1987  | Nie zakwalifikowała się | Nie zakwalifikowała się | Nie zakwalifikowała się | Nie zakwalifikowała się | Nie zakwalifikowała się | Nie zakwalifikowała się | Nie zakwalifikowała się |
| 1989  | Nie zakwalifikowała się | Nie zakwalifikowała się | Nie zakwalifikowała się | Nie zakwalifikowała się | Nie zakwalifikowała się | Nie zakwalifikowała się | Nie zakwalifikowała się |
| 1991  | Nie zakwalifikowała się | Nie zakwalifikowała się | Nie zakwalifikowała się | Nie zakwalifikowała się | Nie zakwalifikowała się | Nie zakwalifikowała się | Nie zakwalifikowała się |
| 1993  | Nie zakwalifikowała się | Nie zakwalifikowała się | Nie zakwalifikowała się | Nie zakwalifikowała się | Nie zakwalifikowała się | Nie zakwalifikowała się | Nie zakwalifikowała się |
| 1995  | Nie zakwalifikowała się | Nie zakwalifikowała się | Nie zakwalifikowała się | Nie zakwalifikowała się | Nie zakwalifikowała się | Nie zakwalifikowała się | Nie zakwalifikowała się |
| 1997  | Nie zakwalifikowała się | Nie zakwalifikowała się | Nie zakwalifikowała się | Nie zakwalifikowała się | Nie zakwalifikowała się | Nie zakwalifikowała się | Nie zakwalifikowała się |
| 1999  | Nie zakwalifikowała się | Nie zakwalifikowała się | Nie zakwalifikowała się | Nie zakwalifikowała się | Nie zakwalifikowała się | Nie zakwalifikowała się | Nie zakwalifikowała się |
| 2001  | Faza grupowa            | 3                       | 0                       | 0                       | 3                       | 2                       | 6                       |
| 2003  | Nie zakwalifikowała się | Nie zakwalifikowała się | Nie zakwalifikowała się | Nie zakwalifikowała się | Nie zakwalifikowała się | Nie zakwalifikowała się | Nie zakwalifikowała się |
| 2005  | Nie zakwalifikowała się | Nie zakwalifikowała się | Nie zakwalifikowała się | Nie zakwalifikowała się | Nie zakwalifikowała się | Nie zakwalifikowała się | Nie zakwalifikowała się |
| 2007  | Nie zakwalifikowała się | Nie zakwalifikowała się | Nie zakwalifikowała się | Nie zakwalifikowała się | Nie zakwalifikowała się | Nie zakwalifikowała się | Nie zakwalifikowała się |
| 2009  | 1/8 finału              | 4                       | 2                       | 1                       | 1                       | 4                       | 2                       |
| 2011  | Nie zakwalifikowała się | Nie zakwalifikowała się | Nie zakwalifikowała się | Nie zakwalifikowała się | Nie zakwalifikowała się | Nie zakwalifikowała się | Nie zakwalifikowała się |
| 2013  | 1/8 finału              | 4                       | 1                       | 2                       | 1                       | 4                       | 6                       |
| 2015  | Nie zakwalifikowała się | Nie zakwalifikowała się | Nie zakwalifikowała się | Nie zakwalifikowała się | Nie zakwalifikowała się | Nie zakwalifikowała się | Nie zakwalifikowała się |
| 2017  | Ćwierćfinał             | 5                       | 4                       | 0                       | 1                       | 13                      | 5                       |
| 2019  | Nie zakwalifikowała się | Nie zakwalifikowała się | Nie zakwalifikowała się | Nie zakwalifikowała się | Nie zakwalifikowała się | Nie zakwalifikowała się | Nie zakwalifikowała się |
| 2023  | Awans                   |                         |                         |                         |                         |                         |                         |
| Razem | Turniejów finał.        | 16                      | 7                       | 3                       | 6                       | 23                      | 19                      |

## Mistrzostwa Azji
Na podstawie:
| Rok   | Runda                  | M                      | W                      | R                      | P                      | GZ                     | GS                     |
| ----- | ---------------------- | ---------------------- | ---------------------- | ---------------------- | ---------------------- | ---------------------- | ---------------------- |
| 1985  | wycofał się            | wycofał się            | wycofał się            | wycofał się            | wycofał się            | wycofał się            | wycofał się            |
| 1986  | Nie zakwalifikował się | Nie zakwalifikował się | Nie zakwalifikował się | Nie zakwalifikował się | Nie zakwalifikował się | Nie zakwalifikował się | Nie zakwalifikował się |
| 1988  | Nie zakwalifikował się | Nie zakwalifikował się | Nie zakwalifikował się | Nie zakwalifikował się | Nie zakwalifikował się | Nie zakwalifikował się | Nie zakwalifikował się |
| 1990  | Nie zakwalifikował się | Nie zakwalifikował się | Nie zakwalifikował się | Nie zakwalifikował się | Nie zakwalifikował się | Nie zakwalifikował się | Nie zakwalifikował się |
| 1992  | Nie zakwalifikował się | Nie zakwalifikował się | Nie zakwalifikował się | Nie zakwalifikował się | Nie zakwalifikował się | Nie zakwalifikował się | Nie zakwalifikował się |
| 1994  | Nie zakwalifikował się | Nie zakwalifikował się | Nie zakwalifikował się | Nie zakwalifikował się | Nie zakwalifikował się | Nie zakwalifikował się | Nie zakwalifikował się |
| 1996  | Faza grupowa           | 4                      | 1                      | 0                      | 3                      | 5                      | 8                      |
| 1998  | Faza grupowa           | 4                      | 0                      | 0                      | 4                      | 1                      | 11                     |
| 2000  | II miejsce             | 6                      | 5                      | 0                      | 1                      | 16                     | 3                      |
| 2002  | Nie brał udziału       | Nie brał udziału       | Nie brał udziału       | Nie brał udziału       | Nie brał udziału       | Nie brał udziału       | Nie brał udziału       |
| 2004  | IV miejsce             | 6                      | 4                      | 0                      | 2                      | 13                     | 6                      |
| 2006  | Ćwierćfinał            | 4                      | 1                      | 2                      | 1                      | 3                      | 3                      |
| 2008  | I miejsce              | 6                      | 6                      | 0                      | 0                      | 15                     | 3                      |
| 2010  | Faza grupowa           | 3                      | 1                      | 1                      | 1                      | 6                      | 4                      |
| 2012  | Półfinalista           | 5                      | 4                      | 0                      | 1                      | 16                     | 7                      |
| 2014  | Ćwierćfinał            | 3                      | 2                      | 1                      | 1                      | 6                      | 5                      |
| 2016  | II miejsce             | 6                      | 4                      | 1                      | 1                      | 13                     | 4                      |
| 2018  | Faza grupowa           | 3                      | 1                      | 1                      | 1                      | 5                      | 2                      |
| 2023  | Półfinalista           | 5                      | 2                      | 2                      | 1                      | 8                      | 4                      |
| 2025  | ?                      |                        |                        |                        |                        |                        |                        |
| Razem | Turniejów finał.       | 55                     | 67                     | 8                      | 17                     | 107                    | 60                     |

## Aktualny skład
Aktualny skład drużyny można przeglądać na stronie transfermarkt.pl.